# Arvid Wester (1856–1914)
Arvid Mauritz Wester, född den 10 juni 1856 i Karlskoga socken, Örebro län, död den 11 juli 1914 i Stockholm, var en svensk militär.  

## Biografi
Arvid Wester var son till brukspatronen Johan Mauritz Wester och Augusta Charlotta Åberg.
Wester blev 1878 underlöjtnant i Närkes regemente och löjtnant där 1885. År 1905 utnämndes han till major vid Livregementets grenadjärer, varifrån han 1907 förflyttades till Gotlands infanteriregemente. Han erhöll avsked 1912. Wester blev riddare av Svärdsorden 1900. Han anställdes i oktober 1883 jämte ett tiotal andra svenska officerare av kung Leopold II av Belgien för att medverka vid Kongostatens grundläggning. Han innehade  i perioden augusti 1884 – februari 1886 posten som chef för Stanley Falls, den från Atlantiska havets kust mest avlägsna och viktigaste av associationens utefter Kongofloden anlagda stationer.  Han är begravd på Norra begravningsplatsen utanför Stockholm.